# Auvergne-Rhône-Alpes
Auvergne-Rhône-Alpes je jeden z 13 metropolitních regionů Francie. 

## Historie
Vznikl 1. ledna 2016 sloučením dvou bývalých regionů Auvergne a Rhône-Alpes. Správním střediskem regionu je město Lyon. V roce 2030 bude spolu s regionem Provence-Alpes-Côte d'Azur hostit Zimní olympijské hry 2030.